# Solecurtus scopula
Solecurtus scopula är en musselart som först beskrevs av Turton 1822.  Solecurtus scopula ingår i släktet Solecurtus och familjen Solecurtidae. Inga underarter finns listade i Catalogue of Life.